# União Esporte Clube
União Esporte Clube, também conhecido como União Rondonópolis, é um clube brasileiro de futebol da cidade de Rondonópolis, no estado de Mato Grosso, Brasil. Foi fundado no dia 6 de junho de 1973 e seu uniforme é composto de camisa vermelha com detalhes em branco, calção vermelho e meias vermelhas. Manda seu jogos no Estádio Engenheiro Luthero Lopes.

## História
Seu nome deve-se ao fato do clube surgir após a união de quatro times amadores de Rondonópolis: Santos, Paraibana, Comercial e Olaria.[carece de fontes?]
Embora já tenha chegado a finais do estadual, somente no dia 28 de abril de 2010 que o time foi campeão estadual pela primeira vez. O clube possui uma das maiores torcidas de todo o estado de Mato Grosso e seu maior rival é o Vila Aurora, com quem disputa o clássico local apelidado de Clássico Unigrão.
Outra peculiaridade muito importante que deve ser ressaltada é que o União Esporte Clube disputou todos os Campeonatos Estaduais que foram disputados desde o início, jamais se licenciando, como já o fizeram Mixto, Operário, Cuiabá, Dom Bosco e Palmeiras-MT, dentre outros.[carece de fontes?]
O autor do primeiro gol da história do estádio Caldeirão foi Ronaldinho Gaúcho, que jogava pelo Grêmio, de Porto Alegre. Na ocasião, o União perdeu de 4 a 0 para o Grêmio em jogo disputado pela Copa do Brasil.
Dono de instalações modernas de treinamento, o União acabou por ter publicidade nacional ao derrotar por 1 a 0 o Internacional no dia 18 de fevereiro de 2009, em jogo válido pela Copa do Brasil, com um gol de Diogo.
O clube foi 12 vezes vice-campeão e só no dia 28 de abril de 2010 conseguiu ser campeão, 36 anos depois de sua fundação o clube conseguiu o título de Campeão Matogrossense de futebol, ao vencer na segunda partida da final, o Operário FC por 3 a 2, com dois gols de Valdir Papel e Leonardy.

## Títulos
| Estaduais | Estaduais                 | Estaduais | Estaduais   |
|           | Competição                | Títulos   | Temporadas  |
| --------- | ------------------------- | --------- | ----------- |
|           | Campeonato Mato-Grossense | 1         | 2010        |
|           | Copa FMF                  | 2         | 2017 e 2021 |

### Campanhas de destaque
- Vice-Campeonato Copa Governador de Mato Grosso: (2005, 2008, 2012, 2013 e 2015)
- Vice-Campeonato Mato-grossense: 12 vezes (1975, 1980, 1984, 1991, 1995, 1997, 2001, 2004, 2008, 2020, 2022 e 2023)

### Outras conquistas
- Torneio Incentivo: 3 vezes — 1975, 1976 e 1979.

## Estatísticas

### Participações
|  | Participações em 2025 |

| Competição  | Competição                | Temporadas | Melhor campanha            | Estreia | Última | P | R |
| Mato Grosso | Campeonato Mato-Grossense | 52         | Campeão (2010)             | 1973    | 2025   |   | – |
|             | Copa Verde                | 3          | Quartas de final (2025)    | 2023    | 2025   |   |   |
| Brasil      | Série B                   | 5          | 19º colocado (1981 e 1985) | 1980    | 1989   | – | – |
| Brasil      | Série C                   | 7          | 26º colocado (1990)        | 1990    | 2004   | – | – |
| Brasil      | Série D                   | 5          | 13º colocado (2021)        | 2017    | 2024   | – |   |
| Brasil      | Copa do Brasil            | 11         | 1ª fase (10 vezes)         | 1991    | 2025   | – |   |

## Ranking da CBF
Ranking atualizado em 16 de dezembro de 2021
- Posição: 83º
- Pontuação: 928 pontos

Ranking criado pela Confederação Brasileira de Futebol para pontuar todos os clubes do Brasil.